# Chiesa di San Vincenzo de' Paoli

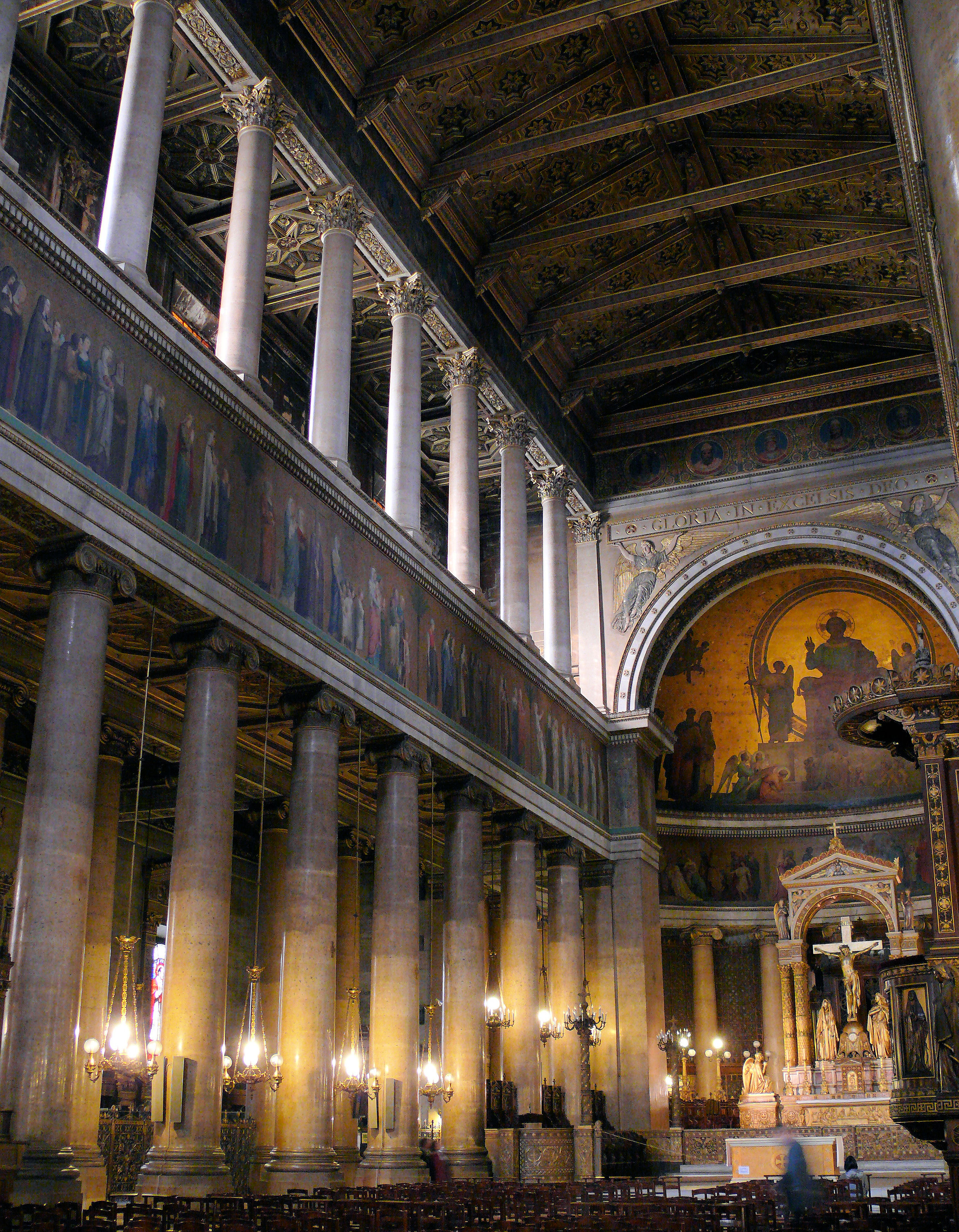
Interno

La chiesa di San Vincenzo de' Paoli (in francese église Saint-Vincent-de-Paul) è un luogo di culto cattolico del X arrondissement  di Parigi, dal 30 novembre 1944 monumento storico di Francia.

## Storia
Fu progettata da Jean-Baptiste Lepère nel 1824, collaboratore di Jacques Gondouin nella realizzazione della Colonna d'Austerlitz in Place Vendôme.
I lavori cominciarono soltanto dopo il 1830, quando il progetto fu oggetto di una profonda revisione da parte di Jakob Ignaz Hittorff, genero dello stesso Lepère, che rese Saint-Vincent-de-Paul la più grande chiesa basilicale del tempo. La chiesa venne consacrata il 25 ottobre 1844.
Nel 1846 Hittorff cominciò a decorare il portico con grandi pannelli smaltati dipinti, ma questi vennero rimossi pochi anni dopo a causa della presenza di alcune nudità che avevano suscitato scandalo nel clero. Durante la Comune di Parigi, la chiesa fu in parte danneggiata e presto restaurata.
Nel 2010, i sette tondi di Hittorff sono stati collocati sotto il protiro nei loro posti originari.

## Descrizione

### Architettura
All'esterno, l'edificio è preceduto da una facciata neoclassica schermata da un pronao composto da sei colonne ioniche che sorreggono il frontone scolpito raffigurante Apoteosi di San Vincenzo de' Paoli, opera di Charles-François Lebœuf; ai due lati del portico si innalzano le due torri campanarie che incorniciano la balaustra centrale che presenta quattro statue di santi.
L'interno è suddiviso in tre navate con matroneo da due ordini di colonne (ioniche in quello inferiore, corinzie in quello superiore) che sostengono le capriate di legno che coprono la navata centrale. L'aspetto interno tiene fede al progetto originario di Hittorff, secondo il quale l'architettura doveva essere ricca di colore: le colonne sono color albicocca, il registro posto fra l'architrave delle navate laterali e il matroneo è affrescato con due teorie di Santi e le capriate sono rosse e blu, dorate ad imitazione di quelle presenti nel Duomo di Monreale. Inoltre, nel catino absidale vi è un mosaico raffigurante Cristo in trono fra due angeli. Il risultato è uno spazio più affine all'architettura paleocristiana che a quella neoclassica.

### Organi a canne
Sull'ampia cantoria in controfacciata, che è il proseguimento dei due matronei sulla parete d'ingresso, si trova il grande organo a canne costruito nel 1852 da Aristide Cavaillé-Coll ed elettrificato nel 1970 da Danion-Gonzalez, famoso per esser stato l'organo di cui fu titolare Léon Boëllmann. Lo strumento ha 66 registri e la sua consolle dispone di quattro manuali e pedale.
Nei pressi del coro si trova un secondo organo, costruito nel 1858 da Aristide Cavaillé-Coll. Lo strumento, a trasmissione meccanica originale, ha due tastiere di pedaliera, e 22 registri.

## Altre immagini

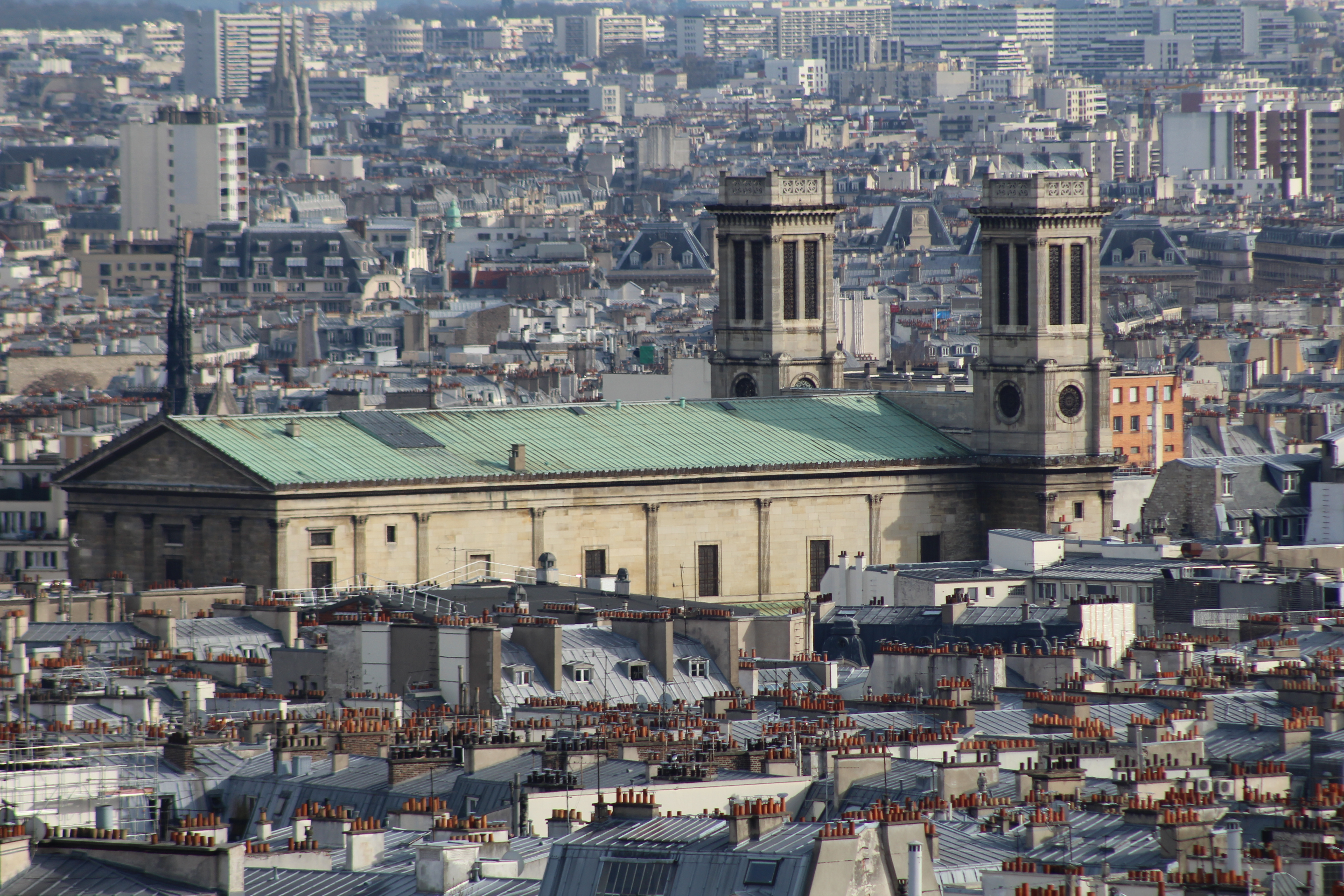
Veduta da Montmartre
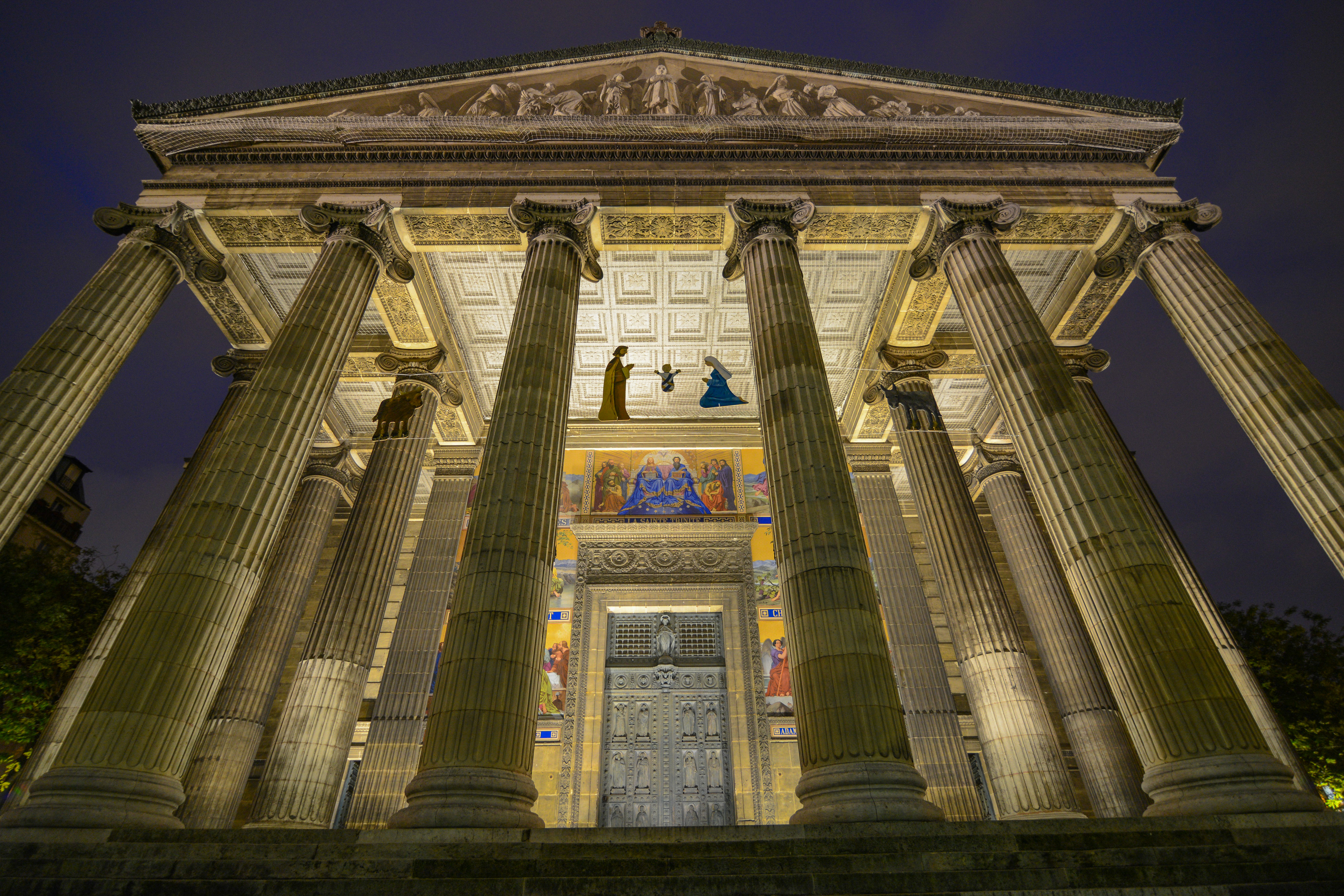
Il pronao
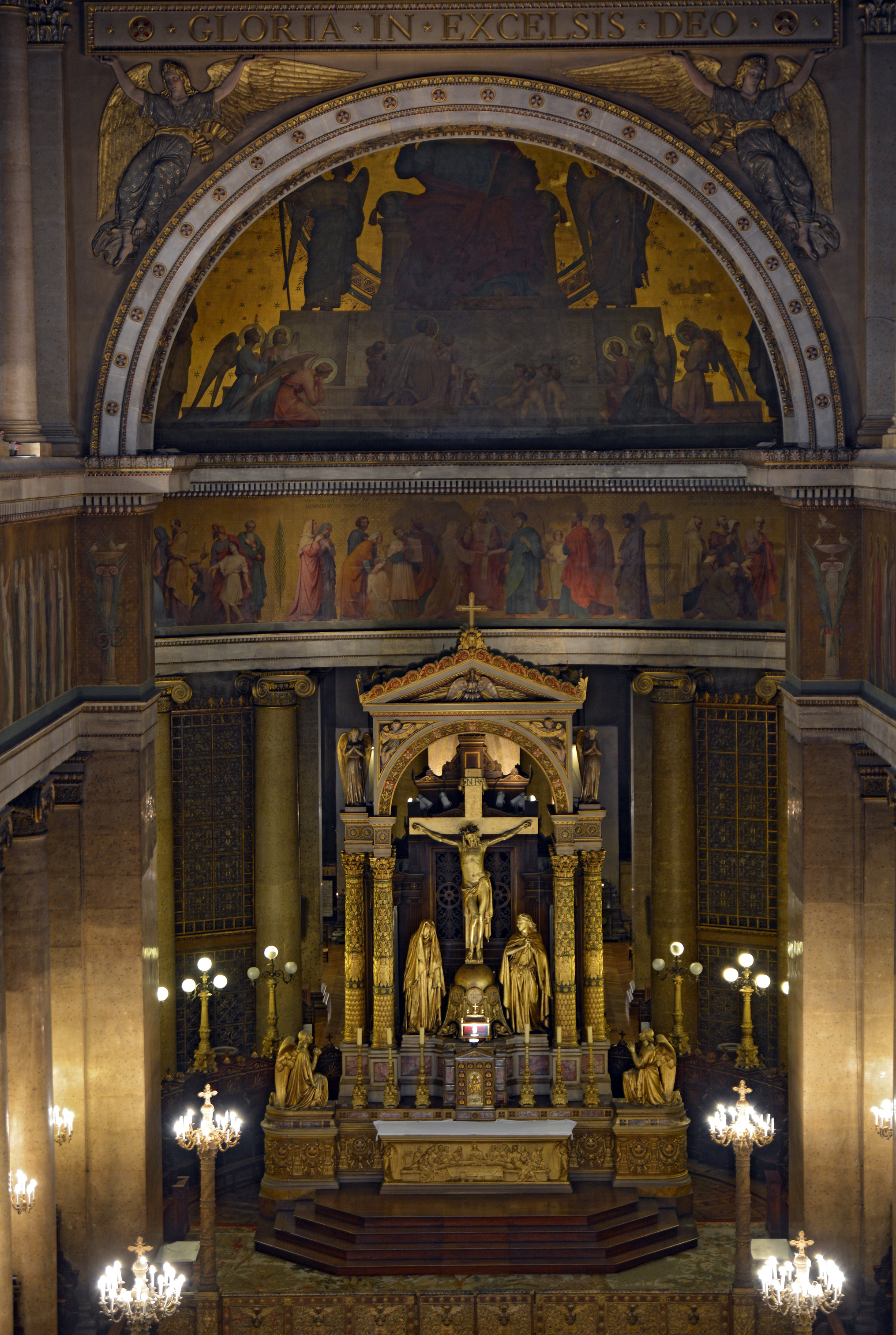
L'altare maggiore
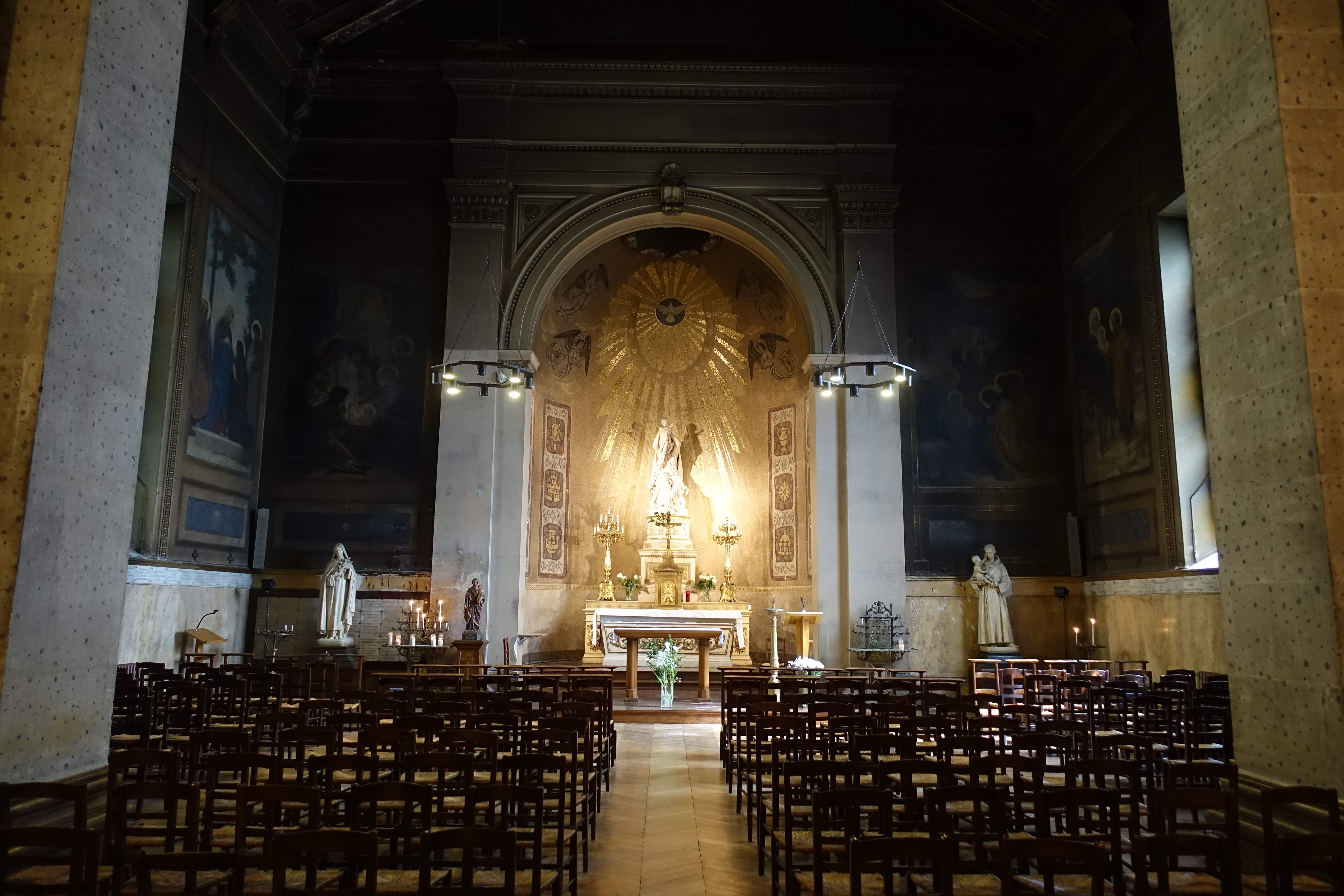
La cappella assiale
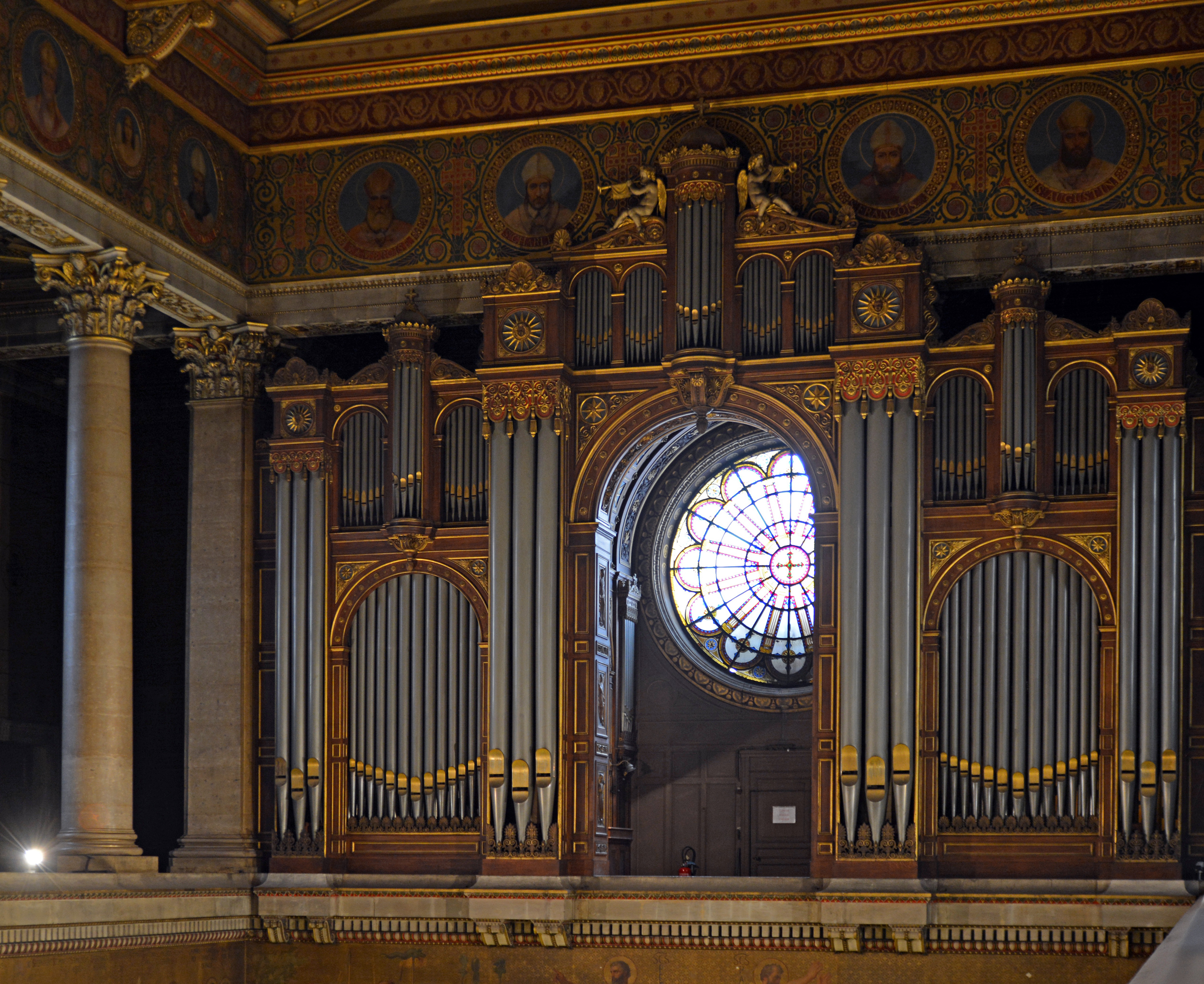
L'organo maggiore